# لا مینور
لا مینور یا لا  کوچک(انگلیسی: A minor) با مخفف (Am) یک گام مینور بر پایهٔ نت لا است.

## تعریف
گام لا مینور بر سه نوع مینور تئوریک (طبیعی)، مینور هارمونیک و مینور ملودیک استوار است و گام بزرگ نسبی آن، دو ماژور است و هیچ گونه علامتی در «سرکلید» ندارد. 

گام لا مینور طبیعی به  ترتیب نت : لا،سی،دو،ر،می،فا و سل است.
Audio playback is not supported in your browser. You can download the audio file.
در گام لا مینور هارمونیک، نت سل نیم پرده کروماتیک به بالا تغییر می‌کند(سل دیز یا #G):
Audio playback is not supported in your browser. You can download the audio file.
در صورتی که درجات ششم و هفتم در حالت بالا رونده نیم پرده کروماتیک به بالا تغییر کند و در حالت پایین رونده به حالت اصلی خود برگردد، لا مینور ملودیک است.
Audio playback is not supported in your browser. You can download the audio file.

## آثار در لا مینور
- سمفونی شماره ۳ (فلیکس مندلسون)
- کنسرتو پیانو (شومان)
- برای الیزه  (لودویگ فان بتهوون)
- سونات ویولن شماره ۴ (بتهوون)

## ترانه‌های شاخص
- «سلام (ترانه لیونل ریچی)» (لایونل ریچی)
- «نگاه کن مجبورم کردی چیکار کنم» (تیلور سوئیفت)
- «از دست دادن دینم» (آر.ئی.ام.)
- «اشکی برای گریه کردن نمانده» (آریانا گرانده)